# Karlheinz H. Bill
Karlheinz Heinrich Bill (* 7. November 1954 in Frankfurt am Main) ist ein deutscher Maschinenbauingenieur und er war Professor im Fachbereich Fahrzeugtechnik der Hochschule für Technik und Wirtschaft Berlin.

## Leben und Wirken
Karlheinz H. Bill studierte im Anschluss an ein abgeschlossenes Studium des Allgemeinen Maschinenbaus an der FH Frankfurt an der Technischen Hochschule Darmstadt (heute TU Darmstadt) mit den Schwerpunkten Fahrzeugtechnik und Verbrennungskraftmaschinen. Dort promovierte er 1992 mit Unterstützung des Bundesministeriums für Forschung und Technologie und der ITT Automotive Europe (heute Continental Teves) auf dem Gebiet der Fahrzeugtechnik über elektrische Fahrzeugbremssysteme im Rahmen eines Programms zur Förderung von Nachwuchswissenschaftlern.
Nach Tätigkeiten als wissenschaftlicher Mitarbeiter des Fachgebietes Fahrzeugtechnik an der TH Darmstadt sowie in der Forschung des Hauses ITT Automotive Europe in Projekten zu neuartigen Bremssystemen, zur Pkw-Fahrdynamik und innovativen Fahrzeug-Managementsystemen wurde er 1992 zum Leiter „Entwicklung elektromechanische Bremssysteme und Komponenten“ im Geschäftsbereich der Zukunftsentwicklung der ITT Automotive Europe mit den Schwerpunkten Brake-by-Wire, Bremsassistent und Smart Booster ernannt. 1996 wechselte er als Oberingenieur an das Fachgebiet Fahrzeugtechnik der TU Darmstadt. Zum Wintersemester 1999/2000 wurde er als Professor an die HTW Berlin berufen.
Seitdem lehrte Bill an der Hochschule für Technik und Wirtschaft Berlin (HTW) die Fachgebiete Kraftfahrzeugtechnik, Motorradtechnik und Bremssysteme. Seit 2022 ist er pensioniert, lehrt jedoch zeitweise noch an der TU Berlin als externer Lehrender über Personenkraftfahrzeugbremsen.
Er veröffentlichte im Laufe seiner Karriere mehrere Publikationen und Beiträge mit den Schwerpunkten Brake-by-Wire-Systeme und Mensch-Maschine-Schnittstelle bei modernen Fahrzeugbremsanlagen, ist Herausgeber und Mitautor des seit 2003 veröffentlichten Bremsenhandbuches, das mittlerweile in verschiedenen Auflagen in deutscher, englischer und chinesischer Sprache verfügbar ist und war an zahlreichen Erfindungen auf dem Gebiet der Bremstechnik beteiligt.

## Veröffentlichungen (Auszüge)
- Bremsenhandbuch 5. Auflage, Springer Vieweg, Wiesbaden, 2017, ISBN 978-3-658-15488-2
- Zukünftige Bremssysteme – Chancen, Risiken und Nebenwirkungen, Tagung TÜV-Akademie GmbH, brems.tech 2004, 9.-10. Dezember 2004
- Grundlagen elektrisch betätigter Bremssysteme, in: Bremsenhandbuch, ATZ-MTZ-Fachbuch, Friedrich Vieweg & Sohn Verlag / GWV Fachverlage GmbH, Wiesbaden 2003, ISBN 3-528-03952-3, S. 240 ff.; ATZ/MTZ-Fachbuch, Vieweg-Verlag, 2. Auflage, Wiesbaden 2004, ISBN 3-528-13952-8, S. 247 ff.; ATZ/MTZ-Fachbuch, Vieweg-Verlag, 3. Auflage, Wiesbaden 2006, ISBN 3-8348-0064-3, S. 293 ff.; ATZ/MTZ-Fachbuch, Springer-Vieweg Verlag, 4. Auflage, Wiesbaden 2013, ISBN 978-3-8348-1796-9, S. 383 ff.; CHINA MACHINE PRESS, ISBN 978-7-111-34916-7, S. 319 ff.
- Fallstudienuntersuchung von ABS-Pedalvibrationen bei Kurvenbremsungen in: "Subjektive Fahreindrücke sichtbar machen II, Haus der Technik, 3.-4. 12. 2001, Essen, Expert-Verlag, ISBN 3-8169-2034-9, S. 87 ff.
- Bill, K.: Europäisches Alleinstellungsmerkmal, Kommentar zum Thema „allgemeine Geschwindigkeitsbegrenzung auf bundesdeutschen Autobahnen“, Automobiltechnische Zeitschrift ATZ, Springer Verlag, Ausgabe 12-2018, S. 82
- Bill, K.; Dallmer, S.: Auslegung und Aufbau der Bremsanlagen für die 'Formula Student'-Rennfahrzeuge BRC08/BRC09, Design and construction of the brake systems for the 'Formula Student'-Racing Cars BRC08/BRC09, in: Fortschritt-Berichte VDI, XXIX. Internationales µ-Symposium, Reihe 12, Nr. 728, 2010
- Bill, K.: Basics of Electrically Actuated Braking Systems for Passanger Cars, in: Brake Technology Handbook, SAE International, SAE order No. R-367, ISBN 978-0-7680-1655-0, S. 290 ff., 2008.